# Andó-kúti Erdei Tanösvény
Az Andó-kúti Erdei Tanösvény a Bükki Nemzeti Park területén, az Andó-bikk alatt, a Barátság-forrás és a Dobrica-kút nevű karsztforrás körül kialakított, 15 állomásra felfűzött tanösvény.
A tanösvény az erdészeti tevékenységről, az erdő- és vadgazdálkodásról nyújt bőséges ismereteket.

## A tanösvény állomásai
- 1. állomás: Mahóca
- 2. állomás: A Bükk hegység geológiájának bemutatása
- 3. állomás: Fafaj ismertetés
- 4. állomás: Vadgazdálkodás
- 5. állomás: Erdőgazdálkodás
- 6. állomás: A fák kora
- 7. állomás: Az erdő kora és térfoglalása
- 8. állomás: Idős bükkös erdő
- 9. állomás: A csapadék útja az erdőben
- 10. állomás: Az erdő szerepe az ember életében (Andó-kút)
- 11. állomás: Az erdők folytonossága
- 12. állomás: Tájkép
- 13. állomás: Vízmosás
- 14. állomás: Természetes vizes élőhely és pihenőhely
- 15. állomás: Énekes madarak világa

## Külső hivatkozások
- Varbó-Andó-kúti erdei tanösvény